# Diane Birch
Diane Birch (født 24. januar 1983) er en amerikansk singer-songwriter.